# Leszek Guz
Leszek Jan Guz – polski lekarz weterynarii, doktor habilitowany nauk weterynaryjnych, profesor na Uniwersytecie Przyrodniczym w Lublinie, specjalista od chorób ryb.

## Kariera naukowa
W 1991 roku na Akademii Rolniczej w Lublinie uzyskał tytuł lekarza weterynarii. W 1991 roku został zatrudniony na Wydziale Medycyny Weterynaryjnej tejże uczelni, gdzie w 1998 roku uzyskał stopień doktora nauk weterynaryjnych na podstawie rozprawy pt. Czynniki wpływające na aktywność śluzu i surowic karpi w stosunku do proteaz Aeromonas hydrophila, której promotorem była Antonina Sopińska. W 2011 roku ten sam wydział nadał mu stopień doktora habilitowanego nauk weterynaryjnych na podstawie pracy pt. Immunogenność szczepów z rodzaju Aeromonas. Doświadczalne szczepionki przeciwko MAI/MAS karpi.